# كولورادو سيتي
كولورادو سيتي (بالإنجليزية: Colorado City, Texas)‏ هي مدينة تقع بولاية تكساس في شمال شرق الولايات المتحدة. تبلغ مساحة هذه المدينة 13.7 (كم²)، وترتفع عن سطح البحر 630 م، بلغ عدد سكانها 4281 نسمة في عام 2000 حسب إحصاء مكتب تعداد الولايات المتحدة وتصل الكثافة السكانية فيها 312.4 نسمة/كم2.

## التركيبة السكانية
حدّد مكتب تعداد الولايات المتحدة بيانات التركيبة السكانية لكولورادو سيتي في تعداد الولايات المتحدة. في ما يلي، التركيبة السكانية حسب تعدادي 2000 و2010.

### تعداد عام 2000
بلغ عدد سكان كولورادو سيتي 4,281 نسمة بحسب تعداد عام 2000، وبلغ عدد الأسر 1,646 أسرة وعدد العائلات 1,124 عائلة مقيمة في المدينة. في حين سجلت الكثافة السكانية 310 نسمة لكل كيلومتر مربع (802.9/ميل2). وبلغ عدد الوحدات السكنية 2,076 وحدة بمتوسط كثافة قدره 150.3 لكل كيلومتر مربع (389.3/ميل2).
وتوزع التركيب العرقي للمدينة بنسبة 76.71% من البيض و5.09% من الأمريكيين الأفارقة و0.54% من الأمريكيين الأصليين و0.44% من الأمريكيين ذوي الأصول الآسيوية و14.62% من الأعراق الأخرى و2.59% من عرقين مختلطين أو أكثر و36.25% من الهسبانيون أو اللاتينيون من أي عرق.
بلغ عدد الأسر 1,646 أسرة كانت نسبة 37.7% منها لديها أطفال تحت سن الثامنة عشر تعيش معهم، وبلغت نسبة الأزواج القاطنين مع بعضهم البعض 50.7% من أصل المجموع الكلي للأسر، ونسبة 14% من الأسر كان لديها معيلات من الإناث دون وجود شريك،  بينما كانت نسبة 3.6% من الأسر لديها معيلون من الذكور دون وجود شريكة وكانت نسبة 31.7% من غير العائلات. تألفت نسبة 29.6% من أصل جميع الأسر من عدة أفراد يعيشون في نفس المنزل ونسبة 16.7% كانت تتألف من شخص يعيش بمفرده يبلغ من العمر 65 عاماً أو أكثر. وبلغ متوسط حجم الأسرة المعيشية 2.53، أما متوسط حجم العائلات فبلغ 3.12.
بلغ العمر الوسطي للسكان 36.5 عاماً. وكانت نسبة 28.5% من القاطنين تحت سن الثامنة عشر، وكانت نسبة 8.1% بين الثامنة عشر والرابعة والعشرين عاماً، ونسبة 23.8% كانت واقعةً في الفئة العمرية ما بين الخامسة والعشرين والرابعة والأربعين عاماً، ونسبة 20.3% كانت ما بين الخامسة والأربعين والرابعة والستين، ونسبة 16.4% كانت ضمن فئة الخامسة والستين عاماً فما فوق. يوجد لكل 100 أنثى 91.3 ذكر، ويوجد لكل 100 أنثى في الثامنة عشر من عمرها فما فوق 84.1 ذكر.
بلغ متوسط دخل الأسرة في المدينة 22,842 دولارًا، أما متوسط دخل العائلة فبلغ 27,363 دولارًا. وكان متوسط دخل الذكور 22,272 دولارًا مقابل 20,037 دولارًا للإناث. وسجل دخل الفرد الخاص بالمدينة 15,591 دولارًا. وكانت نسبة 18.7% من العائلات ونسبة 20.6% من السكان تحت خط الفقر، وكان من هؤلاء نسبة 26.2% تحت سن الثامنة عشر ونسبة 23.9% في الخامسة والستين من العمر وما فوق.

### تعداد عام 2010
بلغ عدد سكان كولورادو سيتي 4,146 نسمة بحسب تعداد عام 2010، وبلغ عدد الأسر 1,584 أسرة وعدد العائلات 1,041 عائلة مقيمة في المدينة. في حين سجلت الكثافة السكانية 300.2 نسمة لكل كيلومتر مربع (777.5/ميل2). وبلغ عدد الوحدات السكنية 1,997 وحدة بمتوسط كثافة قدره 144.6 لكل كيلومتر مربع (374.5/ميل2).
وتوزع التركيب العرقي للمدينة بنسبة 79.18% من البيض و5.09% من الأمريكيين الأفارقة و1.09% من الأمريكيين الأصليين و0.24% من الأمريكيين ذوي الأصول الآسيوية و11.92% من الأعراق الأخرى و2.48% من عرقين مختلطين أو أكثر و43.17% من الهسبانيون أو اللاتينيون من أي عرق.
بلغ عدد الأسر 1,584 أسرة كانت نسبة 35.2% منها لديها أطفال تحت سن الثامنة عشر تعيش معهم، وبلغت نسبة الأزواج القاطنين مع بعضهم البعض 44.6% من أصل المجموع الكلي للأسر، ونسبة 15.1% من الأسر كان لديها معيلات من الإناث دون وجود شريك،  بينما كانت نسبة 6% من الأسر لديها معيلون من الذكور دون وجود شريكة وكانت نسبة 34.3% من غير العائلات. تألفت نسبة 30.6% من أصل جميع الأسر من عدة أفراد يعيشون في نفس المنزل ونسبة 12.7% كانت تتألف من شخص يعيش بمفرده يبلغ من العمر 65 عاماً أو أكثر. وبلغ متوسط حجم الأسرة المعيشية 2.53، أما متوسط حجم العائلات فبلغ 3.15.
بلغ العمر الوسطي للسكان 36.9 عاماً. وكانت نسبة 27.4% من القاطنين تحت سن الثامنة عشر، وكانت نسبة 7.8% بين الثامنة عشر والرابعة والعشرين عاماً، ونسبة 25.1% كانت واقعةً في الفئة العمرية ما بين الخامسة والعشرين والرابعة والأربعين عاماً، ونسبة 23.5% كانت ما بين الخامسة والأربعين والرابعة والستين، ونسبة 16.3% كانت ضمن فئة الخامسة والستين عاماً فما فوق. وتوزع التركيب الجنسي للسكان بنسبة 48.6% ذكور و51.4% إناث.

## أعلام
- ريتش برينكلي

## وصلات خارجية
- www.coloradocitytexas.org
- The US50 - Cities and Towns in Texas State